# Antonello Bacciocchi
Antonello Bacciocchi (ur. 1958) – sanmaryński polityk, kapitan regent San Marino od 1 października 2005 do 1 kwietnia 2006 (razem z Claudiem Mucciolim). Antonello Bacciocchi należy do Partii Socjalistycznej.